# Moderne Kunst
Moderne Kunst, auch mit der englischsprachigen Entsprechung Modern Art bezeichnet, ist ein relativ unscharfer, aber umgangssprachlich allgemein üblicher Begriff für die avantgardistische Kunst des 20. Jahrhunderts, doch wurde dieser Ausdruck schon seit dem späten 18. Jahrhundert verwendet.
In der Fachsprache wird heute eher von Kunst der Moderne gesprochen, um den Begriff klarer vom Begriff Zeitgenössische Kunst abzugrenzen. Als Oberbegriff steht Moderne hier meist für alle künstlerischen Entwicklungen seit circa 1870.
Seit der sich in den 1970er Jahren verstärkenden Moderne-Postmoderne-Diskussion gibt es unterschiedliche Auffassungen darüber, ob die Zeitgenössische Kunst noch der Moderne angehört oder nicht, oder ob einzelne zeitgenössische Strömungen der Moderne zuzurechnen sind, andere der Postmoderne. Das hängt auch stark damit zusammen, wie jeweils der Begriff Moderne definiert wird, d. h. welches Konzept der Moderne zugeschrieben wird.

## Einordnung

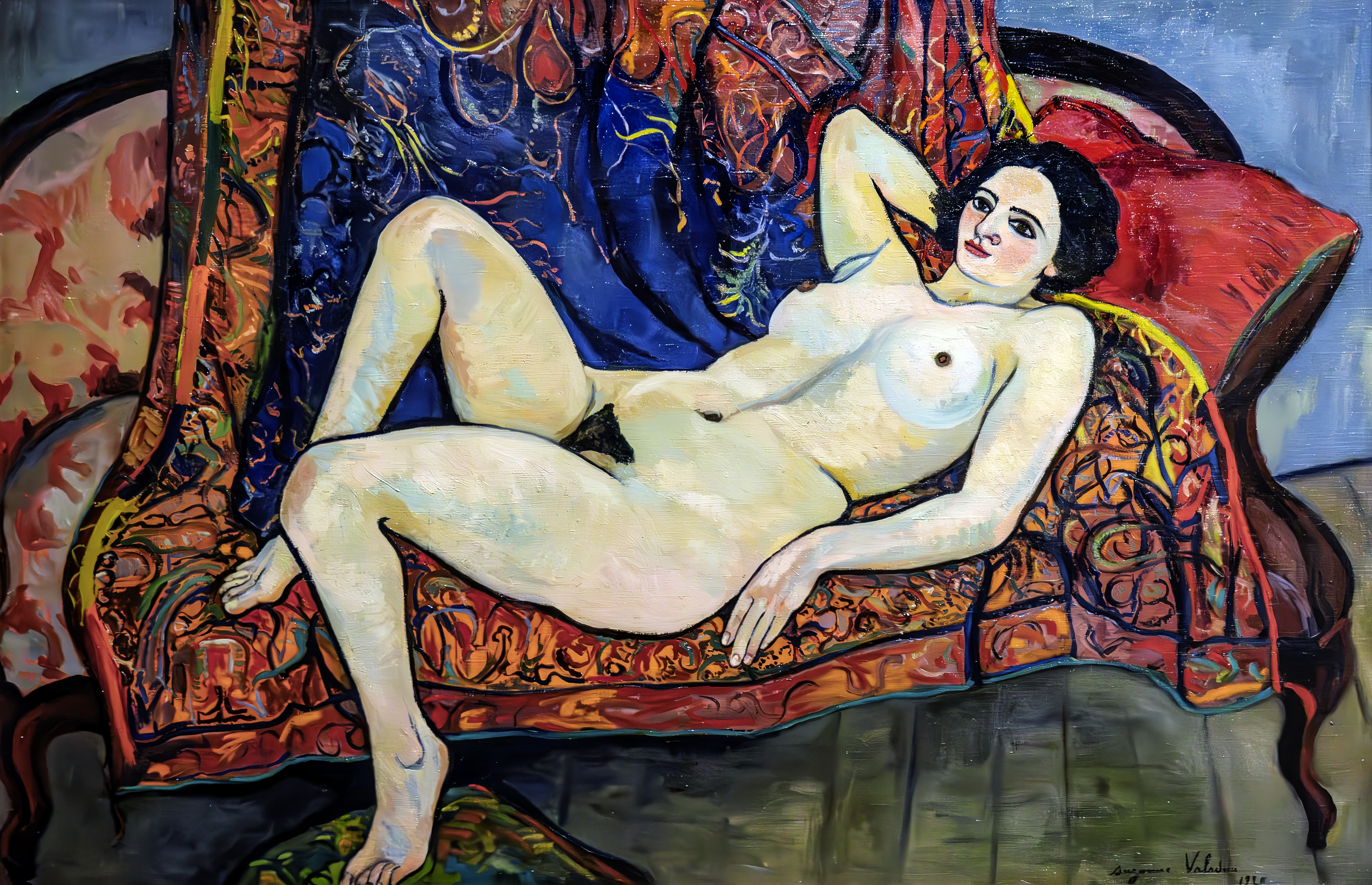
Suzanne Valadon: Nu au canapé rouge (1920)

In Bezug auf die illusionistische Bildkonzeption noch im 19. Jahrhundert verhaftet, weist schon der Impressionismus durch Malweise und Farbgestaltung auf die moderne Kunst hin, wie auch um 1900 der Jugendstil mit seiner dekorativen Ornamentik.
Eindeutiger aber brach der Expressionismus mit seiner vorangehenden Entwicklung mit der bisherigen Kunst: Auf Kosten von Perspektive und realistischer Wiedergabe des Motivs soll das subjektive Erleben dargestellt werden, unter anderem erkennbar in Werken von Vincent van Gogh, Paul Gauguin, Paul Cézanne, Edvard Munch und bei den Künstlergruppen der Fauvisten, Brücke, der Neuen Künstlervereinigung München oder der Redaktion des Blauen Reiters. Bis in die 1950er Jahre wirkte der Expressionismus im Tachismus. Neoexpressionistisches Pathos bildete der Stil der Neuen Sachlichkeit unter anderem in Werken von Otto Dix, George Grosz und Christian Schad, die realistische Darstellung zum Teil mit satirischer Gesellschaftskritik verbanden. 1916 entstand der Dadaismus, die erste Anti-Kunstbewegung der Avantgarde, als Protest gegen die etablierte Kunst.
Die abstrakte Malerei in ihren verschiedenen Stilrichtungen steht exemplarisch für den Übergang zu einer modernen Kunst. Von ihr ausgehend entwickeln sich dann so verschiedene Richtungen wie Pop Art, Minimal Art, Neue Wilde, aber auch Happening, Fluxus, Land Art, die soziale Kunst von Joseph Beuys, Wolf Vostell, der Situationisten und die Konzeptkunst.

## Kontroverse
Moderne Kunst stieß zunächst immer wieder auf Widerspruch im Mainstream. Einzelnen Sammlern ist es zu verdanken, dass Künstler erkannt und gefördert wurden. Einen Tiefpunkt in dieser Auseinandersetzung bildete in der Zeit des Nationalsozialismus die Ausstellung „Entartete Kunst“ 1937, in der die Nationalsozialisten moderne Kunstwerke als „entartete Kunst“ diffamierten, aus den Museen und Sammlungen entfernten, verkauften, einlagerten oder vernichteten. Der offizielle Begriff von „Deutscher Kunst“ verdammte Arbeiten mit abstrakten und modernen Tendenzen sowie alle Werke von Künstlern mit jüdischem Hintergrund und wies der Kunst im Nationalsozialismus klare Aufgaben zu. Bis heute wird moderne Kunst von einigen Kreisen abgelehnt, die eher einen antiken oder klassischen Kunstbegriff vertreten.